# Station Aachen Nord
Station Aachen Nord (Duits: Bahnhof Aachen Nord) was een station in de stad Aken. Het lag aan de spoorlijn 2555 Aachen Nord - Jülich. Het kopstation is in 1980 gesloten voor het reizigersverkeer, het goederenstation wordt nog gebruikt, onder andere door de Waggonfabrik Talbot, tegenwoordig onderdeel van Bombardier.